# Galgula subpartita
Galgula subpartita là một loài bướm đêm trong họ Noctuidae.